# Seleção Brasileira de Rugby League
A Seleção Brasileira de Rugby League é gerida pela Confederação Brasileira de Rugby League, fundada em 2017 para competir o Latino-americano no Chile. Seguindo a tradição do esporte de adotar apelidos para equipes nacionais, seus jogadores são conhecidos como Carcarás.
A Seleção ocupa atualmente a posição de número 40 no ranking mundial da International Rugby League, sendo a Seleção da América Latina melhor ranqueada, no masculino e feminino. É bicampeão Sulamericano e a maior potência na América Latina.
O Brasil também conta também com uma Seleção Feminina, Sub17, Seleção de Residentes e Descendentes na Austrália e "B". 

## História
Criada em novembro de 2017 pela Confederação Brasileira de Rugby League para participar substituindo o México, na Copa Latinoamericana, no Chile. 
Conquistou sua primeira vitória em 2018, na Copa Sulamericana, vencendo a Colômbia por 54x12 em São Paulo.

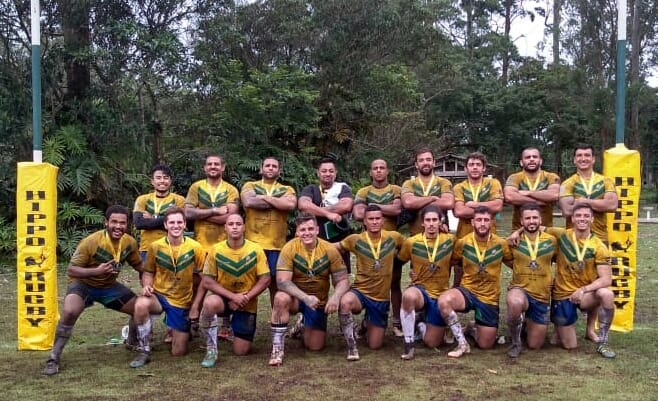
Seleção Brasileira de Rugby League de 2018

## Jogos
Campeonato Latino Americano - Chile - 2017
- Brasil 8 x 54 Chile
- Brasil 18 x 22 Colômbia

Campeonato Sul-americano - Brasil - 2018
- Brasil 54 x 12 Colômbia
- Brasil 22 x 20 Argentina

Campeonato Sul-americano - Brasil - 2022
Brasil 20 x 18 Chile
Brasil 56 x 00 Colômbia
Amistosos
Brasil 30 x 14 Peru - 2019 - Austrália
Brasil 60 x 00 Uruguai - 2021 - Austrália
Brasil 08 x 40 Filipinas - 2021 - Austrália
Brasil 82 x 00 África do Su - 2022 - Austrália